# Grand Prix du Tour de France
Il Grand Prix du Tour de France è stato una competizione di ciclismo su strada disputata nel 1943 e nel 1944 in Francia come challenge di più prove in linea.
La gara nacque come reazione alla impossibilità di organizzare il Tour de France a seguito della occupazione tedesca della Francia durante la seconda guerra mondiale. Il formato prevedeva di sommare i tempi ottenuti dai corridori partecipanti a tutte le prove, al termine delle quali il vincitore otteneva una simbolica maglia gialla.
La prima edizione si tenne nel 1943, in nove prove, e venne vinta dal francese Jo Goutorbe; la seconda edizione fu invece interrotta per cause belliche mentre era in testa il belga Maurice Desimpelaere.

## Edizione 1943

### Calendario
| Corsa | Prova                              | Vincitore           | Secondo              | Terzo             |
| ----- | ---------------------------------- | ------------------- | -------------------- | ----------------- |
| 1     | Parigi-Roubaix (1943)              | Marcel Kint         | Jules Lowie          | Louis Thiétard    |
| 2     | Grand Prix de Provence             | Émile Idée          | Camille Danguillaume | Guy Lapébie       |
| 3     | Parigi-Digione                     | Lucien Le Guével    | Roger Moreau         | René Vietto       |
| 4     | Parigi-Reims                       | Jules Rossi         | Camille Danguillaume | Frans Bonduel     |
| 5     | Parigi-Tours                       | Gabriel Gaudin      | Achiel Buysse        | Albert Hendrickx  |
| 6     | Course dans Paris                  | André Declerck      | Georges Claes        | Adolf Verschueren |
| 7     | Grand Prix d'Auvergne              | Jean-Marie Goasmat  | Albert van Schendel  | Fermo Camellini   |
| 8     | Grand Prix des Alpes               | Dante Gianello      | Camille Danguillaume | Sylvère Jezo      |
| 9     | Grand Prix de l'Industrie du Cycle | Edouard Fachleitner | Jo Goutorbe          | Frans Hotag       |

### Classifica finale
| Pos. | Corridore            |
| ---- | -------------------- |
| 1    | Jo Goutorbe          |
| 2    | Camille Danguillaume |
| 3    | Lucien Vlaemynck     |
| 4    | Jean-Marie Goasmat   |
| 5    | Albertin Disseaux    |
| 6    | René Vietto          |
| 7    | Robert Dorgebray     |
| 8    | Sylvère Jezo         |
| 9    | Fernand Mithouard    |
| 10   | Fermo Camellini      |